# Symplocos revoluta
Symplocos revoluta är en tvåhjärtbladig växtart som beskrevs av Giovanni Casaretto. Symplocos revoluta ingår i släktet Symplocos och familjen Symplocaceae. Inga underarter finns listade i Catalogue of Life.